# Josh Rodriguez
Joshua Joel Rodriguez (Houston, 18 dicembre 1984) è un giocatore di baseball statunitense, interbase nei Nashville Sounds della Minor League Baseball.

## Minor League
Rodriguez venne scelto al 2º giro del draft amatoriale del 2006 come 57ª scelta dai New York Mets. Nello stesso anno iniziò nella New York-Penn League singolo A breve stagione con i Mahoning Valley Scrappers, chiuse con .268 alla battuta, 24 RBI e 26 punti (statistica: run) in 45 partite, ottenendo un premio individuale. Nel 2007 con i Carolina League singolo A avanzato con i Kinston Indians chiudendo con .262 alla battuta, 82 RBI e 84 punti in 133 partite, ottenendo tre premi.
Nel 2008 passò nella Eastern League (EAS) doppio A con gli Akron Aeros finendo con .241 alla battuta, 49 RBI e 75 punti in 137 partite, ottenendo un premio. Nel 2009 giocò con gli Aeros finendo con .295 alla battuta, 12 RBI in 18 punti in 33 partite.
Nel 2010 con gli Aeros finì con .317 alla battuta, 11 RBI e 11 punti in 21 partite. Poi giocò nella International League (INT) triplo A con i Columbus Clippers finendo con .293 alla battuta, 46 RBI e 49 punti in 86 partite. Nel 2011 con i Clippers giocò 18 partite finendo con .193 alla battuta, 5 RBI e 6 punti. Successivamente giocò nella (EAS) con gli Aaltona Curve finendo con .267 alla battuta, 19 RBI e 24 punti in 57 partite. Infine ripassò nella (INT) con gli Indianapolis Indians finendo con .385 alla battuta, 6 RBI e 3 punti in 6 partite.
Nel 2012 passò nella (EAS) con i Binghamton Mets finendo con .290 alla battuta, 29 RBI e 30 punti in 57 partite, ottenendo un premio. Infine passò nella (INT) con i Buffalo Bisons finendo con .265 alla battuta, 32 RBI e 30 punti in 65 partite.

## Major League

### Pittsburgh Pirates (2011)
Debuttò nella MLB il 5 aprile 2011 contro i St. Louis Cardinals, chiudendo la stagione con .083 alla battuta, un RBI e un punto in 7 partite.

## Vittorie e premi
- Post-Season All-Star della Carolina League con i Kinston Indians (30/08/2007)
- Mid-Season All-Star della Eastern League con gli Akron Aeros (16/07/2008)
- (1) Giocatore della settimana della New York-Penn League con Mahoning Valley Scrappers (04/09/2006)
- (2) Giocatore della settimana della Carolina League con gli Indians (13/08/2007 e 04/09/2007)
- (1) Giocatore della settimana della Eastern League con i Binghamton Mets (23/04/2012).